# 帝國元帥
帝國元帥（法語：Maréchal d'Empire）是法蘭西第一帝國的最高軍事榮譽，該榮譽於1804年5月18日在法國創建。元帥是帝國的高級官員，有權在議會擔任高級職位和擔任選舉人團主席。共有26位將領獲得該項殊榮。

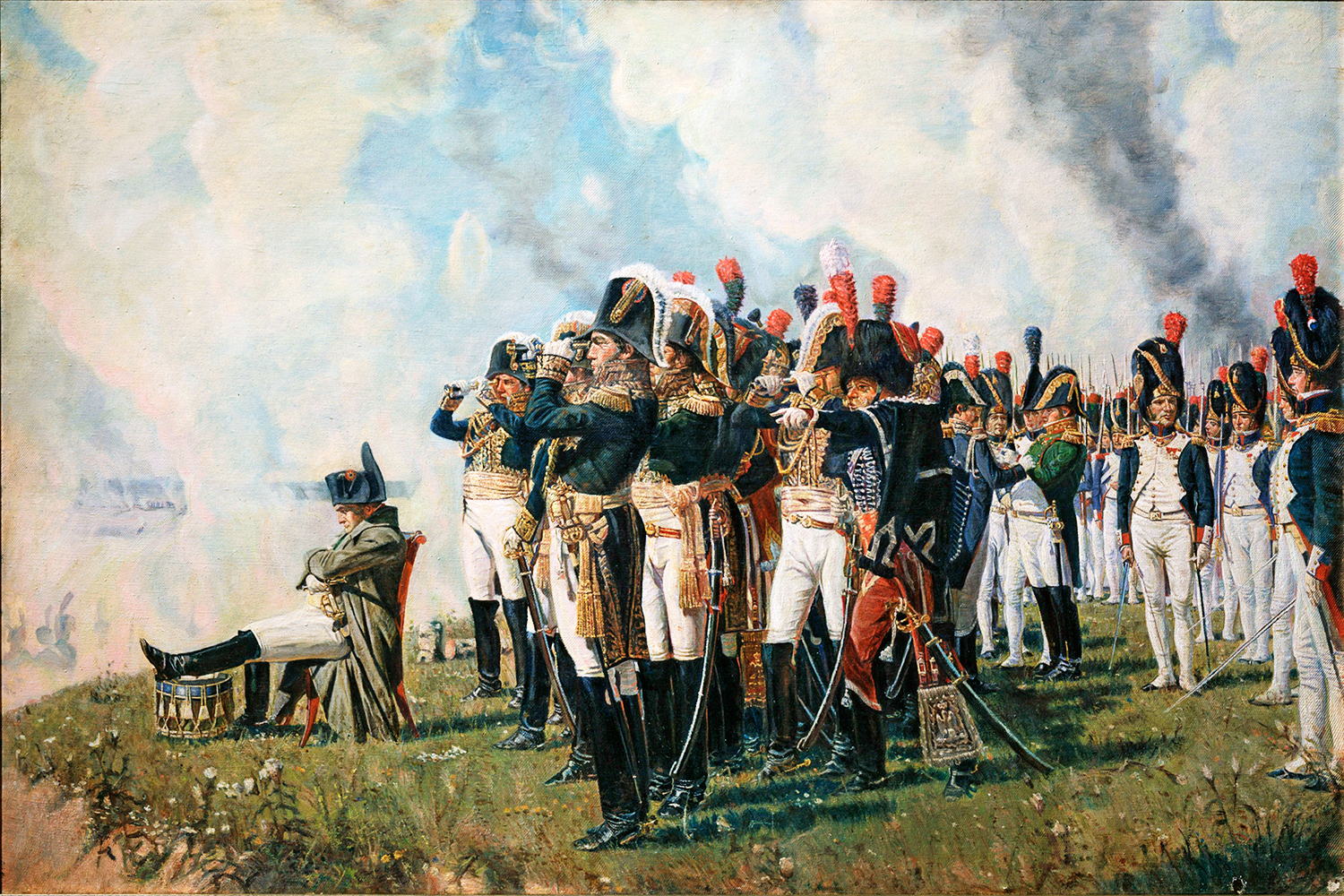
拿破崙和數位元帥在博羅金諾戰役

與一般軍銜不同，帝國元帥並非正式軍銜，而是拿破崙賦予將軍的榮譽。每一位帝國元帥都曾在法國陸軍中服役，少數元帥還曾在外國服役，如約澤夫·波尼亞托夫斯基。有五位元帥在戰場上陣亡或死於意外。大部分元帥在百日王朝時期都因年紀過大或投奔保王黨而未參戰。除了米歇爾·內伊、路易·达武、埃马纽埃尔·格鲁希和路易·絮歇
雖然這項榮譽理論上是給予“最傑出的將軍”，但實際上拿破崙皇帝是以自己的意願授予這項榮譽。在創建後，元帥很快就成為最高軍事榮譽，戰場上也成了除了拿破崙以外最重要的指揮者。他們穿戴制服和手持元帥杖，以彰顯自己的權威。
奧古斯特·德·馬爾蒙是最年輕的元帥，出生於1774年。而弗朗索瓦·凱勒曼則是最年長的元帥，出生於1735年。26位中的18位元帥在1804年獲得此殊榮，而最後一位元帥埃馬紐埃爾·德·格魯希在1815年獲封。

## 各元帥經歷

### 第一次晉升（1804年）
在1804年，拿破崙一世授與18位將軍帝國元帥的殊榮，其中包含4位榮譽元帥。其中7位元帥曾在義大利戰役和埃及-叙利亚战役中在他手下擔任將軍，而剩餘元帥則因在法國大革命戰爭中取得巨大名望或在萊茵戰場表現出色而被授與。拿破崙試圖透過授與榮譽，使其成為新帝國的堅定支持者。
共有14位現役將軍獲得此殊榮，名單如下：
- 路易-亚历山大·贝尔蒂埃，作為一名經驗豐富的軍官，儘管缺乏個人指揮的能力，卻是帝國不可或缺的參謀長，常被認為為當時世界上最優秀的戰場參謀。[9]
- 若阿尚·缪拉，拿破崙的妹夫，以拿破崙戰爭最著名的騎兵指揮官著稱，但常被認為有勇無謀，後成為那不勒斯国王。[10][11]
- 邦·阿德里安·讓諾·德·蒙塞，第一次反法同盟戰爭中西庇里牛斯山戰線的法軍總指揮，戰功赫赫，以極富正義感著稱。[12]
- 让-巴蒂斯特·儒尔当，法蘭德斯戰役的重要指揮官，弗勒呂斯戰役的英雄，在萊茵河戰線擔任重要主力。[13]
- 安德烈·馬塞納，時常被認為是帝國元帥最優秀者，在戰爭中多次贏得對反法同盟的勝利，為絕佳的戰略和戰術家。[14]
- 皮埃尔·奥热罗，優秀的戰術家，在義大利戰役擔任拿破崙的師長。[15]
- 讓-巴蒂斯特·伯納多特，共和黨人，曾在萊茵河戰場和拿破崙手下擔任師將軍，後成為瑞典國王。[16]
- 紀堯姆·布律納，在第二次反法同盟中抵擋住英俄對低地的入侵，並於卡斯特里克姆戰役大勝。[17]
- 讓·德·迪厄·蘇爾特，被拿破崙稱為「歐洲第一戰術家」，曾在儒尔当和莫羅手下服役，後於1799年的戰局成為馬塞納的得力助手。[18]
- 讓·拉納，在義大利戰役和埃及-叙利亚战役中表現出色，是拿破崙的好友。[19]
- 愛德華·莫蒂埃，優秀的指揮官，在第二次反法同盟戰爭中表現出色。[20]
- 米歇爾·內伊，優秀的軍級指揮官，對於步砲騎協同和戰術皆有良好見解，以勇敢著稱。[21]
- 路易·尼古拉·達武治軍嚴謹，素有“鐵帥”稱號。於奧爾施泰特戰役中擊潰普軍，獲封奧爾施泰特公爵。[22]
- 让-巴蒂斯特·贝西埃尔，優秀的騎兵指揮官，也是拿破崙的好友。[17]

還有4位當下並沒有被賦予指揮權的將軍，被稱為榮譽元帥，名單如下：
- 弗朗索瓦·克里斯多夫·凱勒曼，以瓦爾密戰役的勝利者著稱，雖然在擔任元帥後未上戰場指揮，但他對帝國新兵的訓練最初重大影響。[23][24]
- 弗朗索瓦·約瑟夫·勒費弗爾，曾經擔任桑布爾-默茲軍團（英语：Army of Sambre and Meuse）的司令，作為巴黎軍隊的指揮官，他在霧月政變中支持拿破崙，不同於其他三位榮譽元帥，他在拿破崙戰爭中依然活躍於前線，並於但澤圍城戰後獲封但澤公爵。[25]
- 卡特林-多米尼克·德·佩里尼翁，曾在東庇里牛斯山戰線與西班牙軍隊戰鬥，在黑山戰役和羅薩斯圍城戰中大敗西軍，成為元帥後就從軍隊中退休。[26]
- 讓-馬蒂厄-菲利貝爾·塞律里埃，在義大利戰役中參與了拿破崙的諸多戰役，於蒙特諾特戰役中表現出色，後成為榮軍院院長。[27]

### 第二次晉升（1807年）
- 克洛德·維克托-佩蘭，非常優秀的戰術家，在義大利戰役表現出色，因在弗里德蘭戰役的表現獲封帝國元帥。[28]

### 第三次晉升（1809年）
在瓦格拉姆戰役後，拿破崙又授與了三位將軍帝國元帥的殊榮：
- 艾蒂安-雅克-約瑟夫-亞歷山大·麥克唐納，在義大利戰役中多次擊敗對手，對1809年的戰局貢獻巨大。[29][30]
- 尼古拉·夏爾·烏迪諾，拿破崙戰爭中最優秀的擲彈兵專家，在戰爭中一共負傷36次，被拿破崙稱之為「法國軍隊的巴亞爾」。[17]
- 奧古斯特·德·馬爾蒙，拿破崙戰爭的法軍砲兵體系建立者，在達爾馬提亞戰役和諸多戰役中表現出色，為拿破崙的親信好友。[31]

### 第四次晉升（1811年）
- 路易·加布里埃爾·絮歇，以在半島戰爭中優秀的表現著稱，是名頂級的圍城和反治安戰將軍，拿破崙在流放期間，受訪時稱絮歇為其麾下最傑出的元帥。[32]

### 第五次晉升（1812年）
- 洛朗·古維翁-聖西爾，拿破崙戰爭中最優秀的防禦大師，因在第一次波拉次克戰役對俄軍出色的防禦而獲得元帥仗，在半島戰爭的莫林斯-德雷伊之戰和諸多戰役中表現出色。[33].

### 第六次晉升（1813年）
- 約澤夫·波尼亞托夫斯基，波蘭軍事家，作為拿破崙帝國的擁戴者，他參加了俄法戰爭，在萊比錫戰役期間獲封帝國元帥，但在撤退途中誓死殿後，僅擔任三天的元帥。[34][35]

### 第七次晉升（1815年）
- 埃馬紐埃爾·德·格魯希，作為帝國末期表現最出色的幾位將軍，他在沃尚戰役和利尼戰役中表現出色，於百日王朝期間獲封帝國元帥，遭到後世諸多錯誤的指責。[36]

## 元帥名單
† 代表陣亡或死於意外的元帥
| 姓名和爵位                                 | 圖片                                                   | 出生日期       | 死亡日期       | 獲封日期       |
| ------------------------------------------ | ------------------------------------------------------ | -------------- | -------------- | -------------- |
| 路易-亞歷山大·貝爾蒂埃† 瓦格拉姆親王       | painting of Louis-Alexandre Berthier                   | 1753年11月20日 | 1815年6月1日   | 1804年5月19日  |
| 若阿尚·繆拉 那不勒斯國王                   | painting of Joachim Murat                              | 1767年3月25日  | 1815年10月13日 | 1804年5月19日  |
| 邦·阿德里安·讓諾·德·蒙塞 科內利亞諾公爵    | painting of Bon Adrien Jeannot de Moncey               | 1754年7月31日  | 1842年4月20日  | 1804年5月19日  |
| 讓-巴蒂斯特·儒爾當 儒爾當伯爵              | painting of Jean-Baptiste Jourdan                      | 1762年4月29日  | 1833年11月23日 | 1804年5月19日  |
| 安德烈·馬塞納 埃斯林親王                   | painting of Andre Massena                              | 1756年5月6日   | 1817年4月4日   | 1804年5月19日  |
| 夏爾·皮埃爾·弗朗索瓦·奧熱羅 卡斯蒂廖內公爵 | painting of Charles Pierre Francois Augereau           | 1757年10月21日 | 1816年6月12日  | 1804年5月19日  |
| 讓-巴蒂斯特·伯納多特 瑞典國王              | painting of Jean-Baptiste Jules Bernadotte             | 1763年1月26日  | 1844年3月8日   | 1804年5月19日  |
| 讓·德·迪厄·蘇爾特 達爾馬提亞公爵           | painting of Jean-de-Dieu Soult                         | 1769年3月29日  | 1851年11月26日 | 1804年5月19日  |
| 紀堯姆·馬里-安納·布律納 布律納伯爵         | painting of Guillaume Marie Anne Brune                 | 1763年5月13日  | 1815年8月2日   | 1804年5月19日  |
| 讓·拉納† 謝維爾茲親王                      | painting of Jean Lannes                                | 1769年4月10日  | 1809年5月31日  | 1804年5月19日  |
| 愛德華·莫蒂埃† 特雷維索公爵                | painting of Edouard Mortier                            | 1768年2月13日  | 1835年7月28日  | 1804年5月19日  |
| 米歇爾·內伊 莫斯科親王                     | painting of Michel Ney                                 | 1769年1月10日  | 1815年12月7日  | 1804年5月19日  |
| 路易·尼古拉·達武 埃克米爾親王              | painting of Louis-Nicholas Davout                      | 1770年5月10日  | 1823年6月1日   | 1804年5月19日  |
| 讓-巴蒂斯特·貝西埃爾† 伊斯特里亞公爵       | painting of Jean-Baptiste Bessieres                    | 1768年8月6日   | 1813年5月1日   | 1804年5月19日  |
| 弗朗索瓦·克里斯多夫·凱勒曼 瓦爾密公爵      | painting of Francois Christophe de Kellerman           | 1735年5月28日  | 1820年9月13日  | 1804年5月19日  |
| 弗朗索瓦·約瑟夫·勒費弗爾 但澤公爵          | painting of Francois Joseph Lefebvre                   | 1755年10月15日 | 1820年9月14日  | 1804年5月19日  |
| 卡特林-多米尼克·德·佩里尼翁 格勒納德侯爵   | painting of Catherine-Dominque de Perignon             | 1754年5月31日  | 1818年12月25日 | 1804年5月19日  |
| 讓-馬蒂厄-菲利貝爾·塞律里埃 塞律里埃伯爵   | painting of Jean-Mathieu-Philibert Serurier            | 1742年12月8日  | 1819年12月21日 | 1804年5月19日  |
| 克洛德·維克托-佩蘭 貝盧諾公爵              | painting of Claude Victor-Perrin                       | 1764年12月7日  | 1841年3月1日   | 1807年7月13日  |
| 艾蒂安·麥克唐納 塔蘭托公爵                 | painting of Jacques Etienne Joseph Alexandre Macdonald | 1765年11月17日 | 1840年9月25日  | 1809年7月12日  |
| 尼古拉·夏爾·烏迪諾 雷焦公爵                | painting of Nicholas Charles Oudinot                   | 1767年4月25日  | 1847年9月13日  | 1809年7月12日  |
| 奧古斯特·德·馬爾蒙 拉古薩公爵              | painting of Auguste Frederic de Marmont                | 1774年7月20日  | 1852年7月23日  | 1809年7月12日  |
| 路易·加布里埃爾·絮歇 阿爾布費拉公爵        | painting of Louis-Gabriel Suchet                       | 1770年3月2日   | 1826年1月3日   | 1811年7月8日   |
| 洛朗·德·古維翁-聖西爾 古維翁-聖西爾侯爵    | painting of Laurent de Gouvion Saint-Cyr               | 1764年4月13日  | 1830年3月17日  | 1812年8月27日  |
| 約澤夫·波尼亞托夫斯基† 波尼亞托夫斯基親王  | painting of Joseph Poniatowski                         | 1762年5月7日   | 1813年10月19日 | 1813年10月17日 |
| 埃馬紐埃爾·德·格魯希 格魯希侯爵            | painting of Emmanuel de Grouchy                        | 1766年10月23日 | 1847年5月29日  | 1815年4月17日  |

## 另見
- 歐仁·德·博阿爾內，義大利王國總督和義大利軍團指揮官，技術上官階高於帝國元帥。

## 註腳
1. ↑  Pattison 2010，第10頁.
2. 1 2  Pattison 2010，第xii頁.
3. ↑  Pattison 2010，第xviii頁.
4. ↑  Delderfield 2002，第208–210頁.
5. ↑  Hedegaard 1979，第22頁.
6. 1 2 3 4  Pattison 2010，第200–218頁.
7. 1 2 3 4  Pattison 2010，第316–321頁.
8. 1 2 3 4  Pattison 2010，第305–315頁.
9. ↑  ,   [2021-03-27], （原始内容存档于2021-12-21） （英语） Quick documentary of Marshal Berthier; and two other marshals
10. ↑  Emsley 2014，第59頁.
11. ↑  Atteridge 1911，Chapter XIII.
12. ↑  Beckett-Chandler, p 299
13. ↑  Fischer 1978，第224-225頁.
14. ↑  Horward 1973，第501頁.
15. ↑  Elting-Chandler, p 6
16. ↑  Cronholm 1902，第249–71頁.
17. 1 2 3  Chisholm 1911.
18. ↑  Hayman 1990，第96頁.
19. ↑  Rothenberg 2004.
20. ↑  Thiers, fn, p. 401.
21. ↑  Kircheisen 2010，第189頁.
22. ↑  Chenier 1866.
23. ↑  Chisholm 1911，第719頁.
24. ↑  Kielland 1908，第45頁.
25. ↑  Benson 2001，第883頁.
26. ↑  Capelle & Demory 2008，第2頁.
27. ↑  Rooney 1987，第451頁.
28. ↑  Chisholm 1911，第47頁.
29. ↑  EB 1911，第210–211頁.
30. ↑  Dunn-Pattison.
31. ↑  Arnold, 176
32. ↑  Chisholm 1911，第7頁.
33. ↑  Gourgaud, II, 71-72 (14 mai 1817)
34. ↑  《大英百科全书》中的条目：Józef Antoni Poniatowski（英文）
35. ↑  Bejrowski 2020.
36. ↑  Chisholm 1911，第624頁.
37. 1 2 3  Pattison 2010，第1–22頁.
38. ↑  Atteridge 1911，Chapter I.
39. 1 2 3  Pattison 2010，第23–48頁.
40. ↑  Atteridge 1911，Chapter XVII.
41. ↑  Atteridge 1911，Chapter VII.
42. 1 2 3  Pattison 2010，第245–250頁.
43. 1 2 3  Pattison 2010，第251–258頁.
44. ↑  Delderfield 2002，第208頁.
45. 1 2 3  Pattison 2010，第49–71頁.
46. 1 2 3  Pattison 2010，第259–267頁.
47. 1 2 3  Pattison 2010，第72–92頁.
48. 1 2 3  Pattison 2010，第93–116頁.
49. 1 2 3  Pattison 2010，第268–277頁.
50. 1 2 3  Pattison 2010，第117–140頁.
51. 1 2 3  Pattison 2010，第278–285頁.
52. 1 2 3  Pattison 2010，第141–161頁.
53. 1 2 3  Pattison 2010，第162–182頁.
54. 1 2 3  Pattison 2010，第286–295頁.
55. 1 2 3  Pattison 2010，第322–332頁.
56. 1 2 3  Pattison 2010，第344–348頁.
57. 1 2 3  Pattison 2010，第349–353頁.
58. 1 2 3  Pattison 2010，第296–304頁.
59. 1 2 3  Pattison 2010，第183–199頁.
60. 1 2 3  Pattison 2010，第333–343頁.
61. 1 2 3  Pattison 2010，第219–230頁.
62. 1 2 3  Pattison 2010，第231–244頁.
63. 1 2 3  Pattison 2010，第354–358頁.